# Mœurs-Verdey
Mœurs-Verdey (1793–1801 mit den Schreibweise Moeurs und Meurs) ist eine französische Gemeinde mit 318 Einwohnern (Stand: 1. Januar 2022) im Département Marne in der Region Grand Est (bis 2015 Champagne-Ardenne). Sie gehört zum Arrondissement Épernay und zum Gemeindeverband Sézanne-Sud Ouest Marnais. Die Bewohner werden Mœursiens genannt.

## Geografie
Die Gemeinde Mœurs-Verdey liegt etwa 50 Kilometer südwestlich von Épernay, 65 Kilometer nordwestlich von Troyes und etwa 90 Kilometer östlich von Paris am Oberlauf des Flusses Grand Morin im westlichen Teil der Champagne sèche, der „trockenen Champagne“. Die Umgebung zeichnet sich durch von großflächigen Äckern bedeckte sanfte Hügel aus. Das Terrain ist für den Weinbau ungeeignet, wenngleich sich in den östlichen und südöstlichen Nachbarorten Weinlagen des Weinbaugebietes Côte de Sézanne innerhalb der Weinbauregion Champagne erstrecken. Im  Süden des Gemeindeareals von Mœurs-Verdey gibt es ein kleineres Waldgebiet (La Fosse aux Loups). Neben den Dörfern Mœurs und Verdey besteht die Gemeinde noch aus den Weilern Les Bordes und Villiers. Umgeben wird Mœurs-Verdey von den Nachbargemeinden Les Essarts-lès-Sézanne im Norden, Lachy im Nordosten, Sézanne im Osten, Vindey im Südosten, Le Meix-Saint-Epoing im Süden sowie La Noue im Westen.

## Geschichte
Das kleine Dorf Verdey war von Ende des 13. Jahrhunderts bis zur Französischen Revolution im Besitz des Klosters Saint-Pierre de Montier-la-Celle in Troyes.
In Verdey wurde eine Wassermühle am Grand Morin betrieben. Ab 1838 förderte man feine mineralhaltige Sande, die sich gut zur Glasherstellung eigneten. Zwei Optiker aus Paris, Louis-Jean-Baptiste Berthiot (1807–1857) und sein Schwiegervater Pierre-Alexis Bourot (1796–1851), siedelten sich deshalb hier an. Der Bürgermeister erwirkte aber beim Präfekten des Départements Marne die Schließung der Glasmanufaktur, weil der Fluss Grand Morin zu sehr verschmutzt wurde und die Pferde dort nicht mehr getränkt werden konnten. Die Manufaktur zog 1846 in die Mühle Saint-Hubert am westlichen Ortseingang der Kleinstadt Sézanne um und existiert bis heute.
Die romanische Kirche Saint-Martin in Mœurs aus dem 12. Jahrhundert und ihre Kapelle aus dem 16. Jahrhundert wurden nach der Entdeckung eines 7 × 3 m großen Freskos aus dem 16. Jahrhundert im Jahr 2012 gründlich restauriert. Mehrere andere Gemälde schmücken die Wände der Kirche (Fleurs de Lys, St. Nikolaus usw.). Diese Bilder sowie ein Altarstein und einige Grimassenköpfe (Masken) am Ende der Rahmenblöcke im Chor und eingravierte Architekturskizzen an den Wänden des Kirchenschiffs sind seit 2014 denkmalgeschützt.
Die Gemeinde in ihrer heutigen Form entstand 1966, als das Gebiet der ehemaligen Gemeinde Verdey auf die Gemeinden Lachy, Les Essarts-lès-Sézanne und Mœurs aufgeteilt wurde.

### Bevölkerungsentwicklung
| Jahr      | 1962 | 1968 | 1975 | 1982 | 1990 | 1999 | 2010 | 2021 |
| Einwohner | 114  | 137  | 130  | 173  | 235  | 279  | 318  | 315  |

Im Jahr 1962 wurde mit 114 Bewohnern die bisher niedrigste Einwohnerzahl ermittelt. Die Zahlen basieren auf den Daten von cassini.ehess und INSEE.

## Sehenswürdigkeiten
- Kirche Saint-Martin in Mœurs mit reichem Incentar, Monument historique[6]
- Kirche Saint-Quentin in Verdey
- Château de Placard, Schloss mit angeschlossenem Bauernhof und Taubenschlag aus dem 17./18. Jahrhundert
- Château de Mœurs, Herrenhaus aus dem 19. Jahrhundert
- ehemalige öffentliche Waschhäuser in Verdey und Mœurs

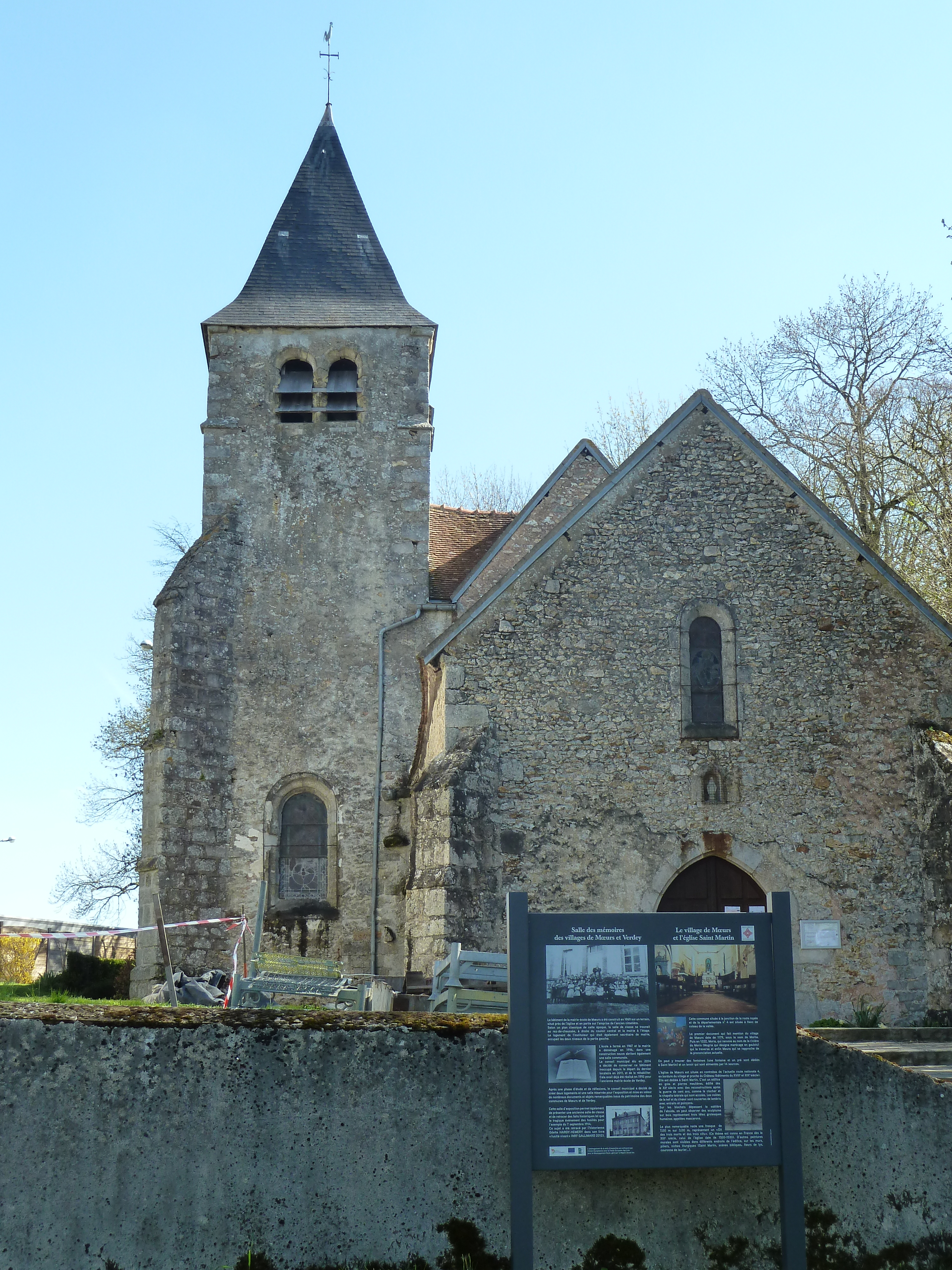
Kirche Saint-Martin in Mœurs
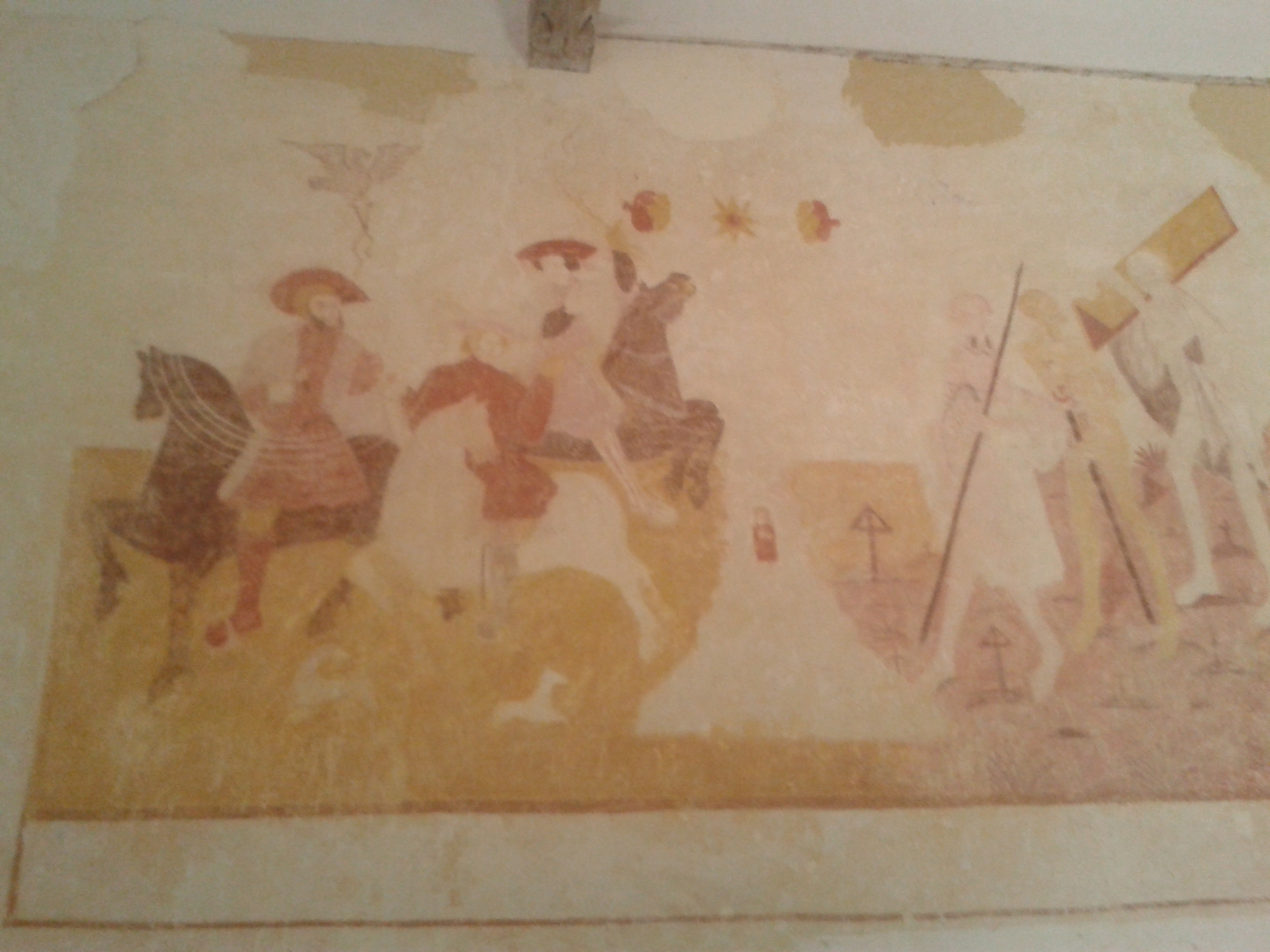
2012 freigelegtes Fresko in der Kirche Saint-Martin
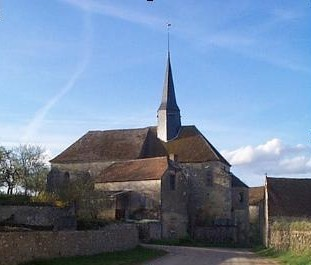
Kirche Saint-Quentin in Verdey
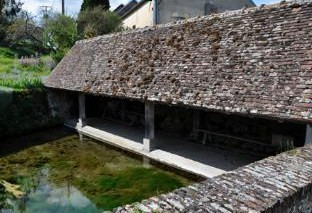
Waschhaus in Verdey
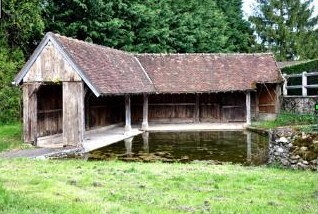
Waschhaus in Mœurs

## Wirtschaft und Infrastruktur
In Mœurs-Verdey sind 14 Landwirtschaftsbetriebe ansässig (Anbau von Getreide, Ölsaaten und Hülsenfrüchten, Weinkellereien und -handel).
Mitten durch das Dorf Mœurs führt die autobahnartig ausgebaute Route nationale 4 von Paris nach Nancy. Die Fernstraße D373 führt von Mœurs nach Montmirail. Der vier Kilometer entfernte Bahnhof in Sézanne ist außer Betrieb: Er lag an der stillgelegten Bahnstrecke Oiry-Mareuil–Romilly-sur-Seine.

## Belege
1. ↑  Ortsname auf cassini.ehess.fr (französisch)
2. ↑  Reportage des Senders FR3 (französisch)
3. ↑  Verdey auf cassini.ehess.fr (französisch)
4. ↑  Mœurs-Verdey auf cassini.ehess
5. ↑  Mœurs-Verdey auf INSEE
6. ↑  Eintrag Nr. PA51000023 in der Base Mérimée des französischen Kulturministeriums (französisch)
7. ↑  Landwirtschaftsbetriebe auf annuaire-mairie.fr (französisch)